# 未来城站
未来城站是一个属于东部城轨坪山云巴1号线的有轨电车车站，位于中华人民共和国广东省深圳市坪山区坪山街道金牛西路与坪慧路交叉口以南，沿金牛西路呈南北走向。
本站于2022年12月28日随坪山云巴1号线一同正式启用。

## 车站结构
未来城站为地上三层5m岛式车站，整体设置于金牛西路上空。

### 楼层
| 地上三层          | 坪山云巴1号线站台    | \| \| \| 坪山云巴1號線往坪山高铁站（燕子岭） \| \| 島式 · 開左邊车门 \| \| \| \| \| \| 坪山云巴1號線往比亚迪北（自然博物馆西） \| |
| 地上二层          | 车站站厅             | 售票机、客务中心、车站控制室、设备机房                                                                                            |
| 地面              | 出入口、公共汽车车站 | 出入口、公共汽车车站 |
|                   |                      | 坪山云巴1號線往坪山高铁站（燕子岭）                                                                                               |
| 島式 · 開左邊车门 |                      | |
|                   |                      | 坪山云巴1號線往比亚迪北（自然博物馆西）                                                                                           |

### 出入口
未来城站共设有二个出入口，所有出入口均设有垂直电梯。
| 出口编号                  | 主出口图片 | 垂直电梯图片 | 建议前往的目的地                                                                         |
| ------------------------- | ---------- | ------------ | ---------------------------------------------------------------------------------------- |
| · 盲道位于垂直电梯处      |            |              | 金牛西路东侧 坪慧路南侧（东） 金茂园大酒店                                               |
| · 盲道位于垂直电梯处      |            |              | 金牛西路西侧 坪慧路南侧（西） 深圳市规划和自然资源局坪山管理局 正奇未来城 华瀚科技工业园 |
| 註： 設有 \| 設有 \| 設有 |            |              |                                                                                          |

## 历史

### 规划与建设
2020年3月，深圳市东部云轨投资建设有限公司发布《坪山云巴（胶轮有轨电车）1 号线一期项目环境影响报告书 》，其中包含本站，工程名为黄果坜站，原因是本站邻近黄果坜村。车站为建设期间进度最快的车站，亦是唯一悬挂工程名“黄果坜站”和比亚迪云巴标识的车站。
2022年6月25日，深圳市东部城市轨道交通投资建设有限公司发布《坪山云巴（胶轮有轨电车）1号线一期项目车站命名方案》，其中本站改名为未来城站，理由是本站北邻周边标志性建筑群正奇未来城。
2022年12月28日，本站随坪山云巴1号线一期一同正式启用。

## 接駁交通

### 地铁
深圳地铁14号线于本站西侧约400m处设坪山广场站，乘客可出闸后步行前往地铁车站。

### 公共汽车
（待补充）

## 相关图像
- 站厅
- 站台